# Тіт Антоній Меренда
Тіт Антоній Меренда (лат. Titus Antonius Merenda; 490 — після 449 р. до н. е.) — політичний та військовий діяч Римської республіки, децемвір 450-449 років до н. е.

## Життєпис
Походив з роду нобілів Антоніїв. Про батьків мало відомостей. У 450—449 роках до н. е. Меренда входив до другої комісії децемвірів з консульської владою для складання законів Дванадцяти таблиць. Він не користувався впливом у суспільстві. Під командуванням Квінта Фабія Вібулана був спрямований до Альгідських гір для війни з еквами, де зазнав поразки. Командував легіоном, в якому служив Луцій Вергіній, чию доньку Вергінію побажав зробити своєю коханкою Аппій Клавдій, голова децемвірів. Не знаючи про події у Римі, Тіт Антоній надав Вергінію відпустку у зв'язку зі смертю близького родича. Отримавши наказ Аппія взяти Вергінія під варту, вислав за ним погоню. Подальша доля невідома.

## Діти
- Квінт Антоній Меренда, військовий трибун з консульською владою у 422 році.